# Siniak (Masyw Śnieżnika)
Siniak (niem. Blauerberg, 658 m n.p.m.) – wzniesienie w południowo-zachodniej Polsce w Sudetach Wschodnich, w Masywie Śnieżnika – Krowiarkach.

## Położenie
Wzniesienie, położone w Sudetach Wschodnich, w północno-wschodniej części Masywu Śnieżnika, w grzbiecie Krowiarek odchodzącym ku północnemu wschodowi od Przełęczy Puchaczówka, około 3 km na południowy zachód od miasteczka Lądek-Zdrój. Jest to wydłużony masyw, ciągnący się ku północnemu zachodowi i kończący koło dawnej stacji kolejowej w Radochowie. Ku południowi odchodzi od niego kręty grzbiet, który łączy go z Chłopkiem. Na północnym wschodzie przełęcz Farna Lgota łączy go z Kierzną i dalej z Radoszką - najdalej na północny wschód wysuniętym szczytem Krowiarek i całego Masywu Śnieżnika. Na południe od wzniesienia położone są Kąty Bystrzyckie, na zachód przysiółek Kątów Kłodno, a na północ Radochów.

## Budowa geologiczna
Wzniesienie o zróżnicowanej budowie geologicznej, zbudowane ze skał metamorficznych należących do metamorfiku Lądka i Śnieżnika, głównie łupków łyszczykowych, łupków kwarcytowych, kwarcytów, łupków grafitowych serii strońskiej. Północno-wschodnie zbocza i podnóża zbudowane są z gnejsów.

## Roślinność
Wzniesienie porasta las mieszany regla dolnego z licznymi polanami zajętymi przez łąki, a niżej pola orne.